# Ново Место
Ново Место (словен. Novo mesto) је град у Југоисточној Словенији и седиште истоимене општине у Словенији. Привредно је и културно средиште Долењске. Значајна је саобраћајница јер се налази на делу државе између Љубљане и Загреба. Налази се на реци Крки, у близини границе са Хрватској.

## Положај
Град Ново Место налази се у југоисточном делу земље, на пола пута између Љубљане и Загреба. Од престонице Љубљане Ново Место је удаљено 70 km.

## Природне одлике
Рељеф: Ново Место се сместило у средишту покрајине Долењске, у долини реке Крке, на месту преласка њене долине из клисурастог дела у шире поље. Око града пружа се побрежје, а најстарији део града се и зове „Брег“, због положаја на брегу изнад Крке.
Клима: У граду влада умерено континентална клима.
Воде: Кроз град протиче река Крка и дели град на стари и нови део.

## Историја
Подручје Новог Места било је насељено од праисторије. Међутим, тек 1365. године се на брегу изнад Крке оснива утврда, првобитно позната као Рудолфово по оснивачу Рудолфу IV Хабзбуршком.
Новоосновано насеље се због доброг положаја брзо почело развијати, али су сељачке буне, заразе и развој јужније постављеног Карловца током 16. века довели до назадовања места. Овакво стање трајало је до 18. века, када се поново јавља развој трговине и занатства. Развој се наставио и у 19. веку оснивањем бројних културних установа, прве индустрије и проласком железнице.
Ново Место је више векова био у поседу Хабзбурговаца. 1918. године оно добија данашњи назив (иако је он коришћен много у свакодневном говору) и прикључује се Краљевини Срба, Хрвата и Словенаца, касније Југославија, да би данас био један од водећих градова Словеније.

## Становништво
Град Ново Место данас има око 23.212 становника и по броју је то пети град у држави. Као и у свим већим градовима Словеније удео несловеначког становништва 30% (највише из других републике бивше Југославије) је приметан, иако етнички Словенци чине далеко најбројније становништво града и околине.

## Привреда
Ново Место је један од словеначких градова са најбурнијим развојем током последњих 100ак година. Разлог овоме је развој саобраћајних веза Словеније са Истоком, које су се испољавале изградњом савременог ауто-пута поред насеља. Захваљујући добром положају у граду се развила првенствено лака индустрија, али и индустрија возила и козметичка индустрија.
Околина Новог Места је виноградарски крај.

## Партнерски градови
- Лангенхаген
- Виљафранка дел Панадес
- Бихаћ
- Јисинг
- Лесковац
- Вршац
- Херцег Нови
- Торуњ
- Трнава

## Галерија
- Старо језгро Новог Места
- Градска саборна црква св. Николе
- Градска кућа